# Goldstream Peak
Il Goldstream Peak (in lingua inglese: picco del flusso dorato) è un picco roccioso antartico alto circa 2.800 m, situato alla giunzione delle creste del Monte Gjertsen, Monte Grier e Johansen Peak, nelle La Gorce Mountains, catena montuosa che fa parte dei Monti della Regina Maud, in Antartide. 
Il picco fu mappato nel 1980-81 dal gruppo dell'Arizona State University dell'United States Geological Survey.
La denominazione fu assegnata dal geologo Edmund Stump, leader del gruppo, e deriva da una serie di intrusioni poco profonde sulla faccia occidentale del picco che ha prodotto una colorazione dorata, gialla e marrone con un andamento meandriforme come quello di un fiume.